# Emílson Sánchez Cribari
Emílson Sánchez Cribari (* 6. März 1980 in Cambará) ist ein ehemaliger brasilianischer Fußballspieler. Er beendete seine aktive Laufbahn 2014 bei den Glasgow Rangers.

## Karriere
Sánchez Cribari begann seine Karriere in seiner brasilianischen Heimat bei Londrina EC. 1998 kehrte er Südamerika den Rücken und wechselte nach Italien zum FC Empoli in die Serie A. In der ersten Saison musste der Verein mit dem letzten Platz aus der höchsten Spielklasse absteigen. In der ersten Saison als Absteiger in der Serie B wurde der Verein mit dem Brasilianer Neunter. Nach Platz sechs 2000/01 konnte 2001/02 mit Platz vier der Wiederaufstieg geschafft werden. In der darauffolgenden Saison konnte der Klassenerhalt geschafft werden. 2003/04 stieg man abermals aus der höchsten italienischen Spielklasse ab.
Daraufhin verließ der Innenverteidiger Empoli und wechselte zu Udinese Calcio. Mit Platz vier 2004/05 konnte sich der Verein für die internationalen Startplätze qualifizieren. In jener Saison gab er auch sein Debüt auf europäischer Klubebene. Im UEFA-Pokalspiel gegen den griechischen Vertreter Panionios Athen spielte Cribari durch. Das Spiel in Athen wurde 1:3 verloren.
Zur Saison 2005/06 unterschrieb Sánchez Cribari bei Lazio Rom. Mit Platz 16 enttäuschte der Verein in dieser Spielzeit, aber bereits 2006/07 wurde ein hervorragender dritter Platz erreicht. Nach Platz zwölf 2007/08, wurde die Mannschaft in der Saison 2008/09 Zehnter, glücklicherweise konnte sich Lazio durch ein 6:5 im Elfmeterschießen gegen Sampdoria Genua zum italienischen Pokalsieger krönen. Sánchez Cribari kam im Finale nicht zum Einsatz.
Im Frühjahr 2010 wechselte er leihweise zur AC Siena. Die Leihe endete mit Ende der Saison 2009/10. Im August 2010 unterzeichnete der Defensivakteur beim SSC Neapel. Den SSC Neapel verließ Sánchez Cribari aber bereits im Sommer 2011 in Richtung Brasilien, dort unterzeichnet er beim brasilianischen Erstligisten Cruzeiro Belo Horizonte einen Vertrag.
Im August 2012 wurde bekanntgegeben, dass Sánchez Cribari beim schottischen Viertligisten Glasgow Rangers einen Vertrag unterzeichnet hat. Hier beendete er 2014 seine aktive Laufbahn mit dem Gewinn der Scottish League One 2013/14.

## Erfolge
Lazio
- Supercoppa Italiana: 2009

Rangers
- Scottish League Two: 2012/13
- Scottish League One: 2013/14